# Phyllodoce
Phyllodoce is een geslacht van borstelwormen, en het typegeslacht van de familie Phyllodocidae. De wetenschappelijke naam werd in 1818 voorgesteld door Jean-Baptiste de Lamarck.

## Soorten
- Phyllodoce adarensis Benham, 1927
- Phyllodoce agassizi Nolte, 1938
- Phyllodoce albovittata Grube, 1860
- Phyllodoce algerensis Nolte, 1938
- Phyllodoce arenae Webster, 1879
- Phyllodoce armigera (Blake, 1988)
- Phyllodoce australis Day, 1975
- Phyllodoce basalis (Hartmann-Schröder, 1965)
- Phyllodoce benedenii (Hansen, 1882)
- Phyllodoce berrisfordi (Hartmann-Schröder, 1974)
- Phyllodoce bimaculata Saint-Joseph, 1898
- Phyllodoce breviremis Quatrefages, 1866
- Phyllodoce bruneoviridis Saint-Joseph, 1898
- Phyllodoce bulbosa Wesenberg-Lund, 1962
- Phyllodoce callaona Grube, 1857
- Phyllodoce canariensis Nolte, 1938
- Phyllodoce capreensis Nolte, 1938
- Phyllodoce catenula Verrill, 1873
- Phyllodoce chalybeia Grube, 1880
- Phyllodoce chinensis Uschakov & Wu, 1959
- Phyllodoce citrina Malmgren, 1865
- Phyllodoce clava Carrington, 1865
- Phyllodoce colmani Day, 1949
- Phyllodoce cordifolia Johnston, 1865
- Phyllodoce cortezi (Kudenov, 1975)
- Phyllodoce costata Grube, 1850
- Phyllodoce cuspidata McCammon & Montagne, 1979
- Phyllodoce digueti Fauvel, 1943
- Phyllodoce dissotyla Willey, 1905
- Phyllodoce diversiantennata (Hartmann-Schröder, 1986)
- Phyllodoce dubia (Fauchald, 1972)
- Phyllodoce duplex McIntosh, 1885
- Phyllodoce elongata (Imajima, 1967)
- Phyllodoce erythraeensis Gravier, 1900
- Phyllodoce erythrophylla (Schmarda, 1861)
- Phyllodoce fakaravana Chamberlin, 1919
- Phyllodoce faroensis Nolte, 1938
- Phyllodoce ferruginea Moore, 1909
- Phyllodoce flavescens Grube, 1857
- Phyllodoce foliosopapillata Hornell, 1905
- Phyllodoce fristedti Bergström, 1916
- Phyllodoce geoffroyi Audouin & Milne Edwards, 1833
- Phyllodoce gravida Gravier, 1900
- Phyllodoce griffithsii Johnston, 1865
- Phyllodoce groenlandica Örsted, 1842
- Phyllodoce hartmanae Blake & Walton, 1977
- Phyllodoce hawaiia (Hartman, 1966)
- Phyllodoce helderensis Nolte, 1938
- Phyllodoce helgolandica Nolte, 1938
- Phyllodoce heterocirrus (Chamberlin, 1919)
- Phyllodoce hiatti Hartman, 1966
- Phyllodoce impostii Audouin & Milne Edwards, 1866
- Phyllodoce incisa Örsted, 1842
- Phyllodoce japonica Imajima, 1967
- Phyllodoce jeffreysii (McIntosh, 1908)
- Phyllodoce koreana (Lee & Jae, 1985)
- Phyllodoce lamelligera (Gmelin, 1788)
- Phyllodoce laminosa Savigny, 1818
- Phyllodoce latifrons Hartmann-Schröder, 1960
- Phyllodoce lineata (Claparède, 1870)
- Phyllodoce longicirris Grube, 1857
- Phyllodoce longifrons Ben-Eliahu, 1972
- Phyllodoce longipes Kinberg, 1866
- Phyllodoce macrolepidota Schmarda, 1861
- Phyllodoce macropapillosa Saint-Joseph, 1895
- Phyllodoce macrophthalmos Grube, 1857
- Phyllodoce maculata (Linnaeus, 1767)
- Phyllodoce madeirensis Langerhans, 1880
- Phyllodoce magnaoculata Treadwell, 1901
- Phyllodoce malmgreni Gravier, 1900
- Phyllodoce marquesensis Monro, 1939
- Phyllodoce medipapillata Moore, 1909
- Phyllodoce megareme Quatrefages, 1844
- Phyllodoce melaena Monro, 1939
- Phyllodoce mernoensis Knox, 1960
- Phyllodoce minuta (Treadwell, 1937)
- Phyllodoce modesta Quatrefages, 1866
- Phyllodoce monroi (Hartman, 1964)
- Phyllodoce mucosa Örsted, 1843
- Phyllodoce multicirris Grube, 1878
- Phyllodoce multipapillata (Kravitz & Jones, 1979)
- Phyllodoce multiseriata Rioja, 1941
- Phyllodoce neapolitana Nolte, 1938
- Phyllodoce nicoyensis Treadwell, 1928
- Phyllodoce noronhensis Nolte, 1938
- Phyllodoce novaehollandiae Kinberg, 1866
- Phyllodoce oerstedii Quatrefages, 1866
- Phyllodoce panamensis Treadwell, 1917
- Phyllodoce papillosa Uschakov & Wu, 1959
- Phyllodoce parva (Hartmann-Schröder, 1965)
- Phyllodoce parvula Gravier, 1907
- Phyllodoce patagonica (Kinberg, 1866)
- Phyllodoce pellucida Quatrefages, 1844
- Phyllodoce pettiboneae Blake, 1988
- Phyllodoce ponticensis Nolte, 1938
- Phyllodoce pseudopatagonica Augener, 1922
- Phyllodoce pseudoseriata Hartmann-Schröder, 1959
- Phyllodoce pulla Treadwell, 1926
- Phyllodoce punctata Schmarda, 1861
- Phyllodoce puntarenae Grube, 1857
- Phyllodoce quadraticeps Grube, 1878
- Phyllodoce rathkei Quatrefages, 1866
- Phyllodoce rosea (McIntosh, 1877)
- Phyllodoce salicifolia Augener, 1913
- Phyllodoce sanctijosephi Gravier, 1900
- Phyllodoce schmardaei Day, 1963
- Phyllodoce stigmata Treadwell, 1925
- Phyllodoce tahitiensis Monro, 1939
- Phyllodoce tenera Grube, 1878
- Phyllodoce tenuissima Grube, 1878
- Phyllodoce tergestinensis Nolte, 1938
- Phyllodoce tortugae Treadwell, 1917
- Phyllodoce transatlantica Blanchard, 1849
- Phyllodoce truncata (Hartmann-Schröder, 1965)
- Phyllodoce tuberculosa Kudenov, 1975
- Phyllodoce tubicola Day, 1963
- Phyllodoce undata Pruvot, 1883
- Phyllodoce varia Treadwell, 1928
- Phyllodoce variabilis (Hartmann-Schröder, 1965)
- Phyllodoce violacea Treadwell, 1926
- Phyllodoce williamsi (Hartman, 1936)

### Nomina dubia
- Phyllodoce assimilis Örsted, 1843 (nomen dubium)
- Phyllodoce attenuata Carrington, 1865 (nomen dubium, zie Pleijel 1991)
- Phyllodoce gracilis Verrill, 1873 (nomen dubium, junior homoniem van Phyllodoce gracilis Kinberg, 1866)
- Phyllodoce muelleri Leuckart, 1849 (nomen dubium, zie Pleijel 1991)
- Phyllodoce pulchra Johnston, 1829 (nomen dubium, zie Pleijel 1991)
- Phyllodoce vittata Ehlers, 1864 (nomen dubium)

### Nomina nuda
- Phyllodoce maculata Wagner, 1885 (nomen nudum, bovendien een junior homoniem)
- Phyllodoce trivittata Wagner, 1885 (nomen nudum)

### Synoniemen
- Phyllodoce rubiginosa de Saint-Joseph, 1888 => Phyllodoce (Carobia) rubiginosa de Saint-Joseph, 1888 => Nereiphylla rubiginosa (de Saint-Joseph, 1888)
- Phyllodoce (Anaitides) Czerniavsky, 1882 => Phyllodoce Lamarck, 1818
- Phyllodoce (Anaitides) australis Day, 1975 => Phyllodoce australis Day, 1975
- Phyllodoce (Anaitides) benedenii (Hansen, 1882) => Phyllodoce benedenii (Hansen, 1882)
- Phyllodoce (Anaitides) groenlandica Örsted, 1842 => Phyllodoce groenlandica Örsted, 1842
- Phyllodoce (Anaitides) lineata (Claparède, 1870) => Phyllodoce lineata (Claparède, 1870)
- Phyllodoce (Anaitides) maculata (Linnaeus, 1767) => Phyllodoce maculata (Linnaeus, 1767)
- Phyllodoce (Anaitides) mucosa Örsted, 1843 => Phyllodoce mucosa Örsted, 1843
- Phyllodoce (Anaitides) multiseriata Rioja, 1941 => Phyllodoce multiseriata Rioja, 1941
- Phyllodoce (Anaitides) papillosa Uschakov & Wu, 1959 => Phyllodoce papillosa Uschakov & Wu, 1959
- Phyllodoce (Anaitides) patagonica (Kinberg, 1866) => Phyllodoce patagonica (Kinberg, 1866)
- Phyllodoce (Anaitides) pseudopatagonica Augener, 1922 => Phyllodoce pseudopatagonica Augener, 1922
- Phyllodoce (Anaitides) rosea (McIntosh, 1877) => Phyllodoce rosea (McIntosh, 1877)
- Phyllodoce (Anaitides) africana Augener, 1918 => Phyllodoce madeirensis Langerhans, 1880
- Phyllodoce (Anaitides) longipes Kinberg, 1866 => Phyllodoce longipes Kinberg, 1866
- Phyllodoce (Anaitis) Malmgren, 1865 => Phyllodoce Lamarck, 1818
- Phyllodoce (Anaitis) capensis Day, 1960 (nomen dubium)
- Phyllodoce (Anaitis) papillosa Ehlers, 1887 (nomen dubium)
- Phyllodoce (Anaitis) rubens Grube, 1880 (nomen dubium)
- Phyllodoce (Anaitis) chalybeia Grube, 1880 => Phyllodoce chalybeia Grube, 1880
- Phyllodoce (Anaitis) madeirensis Langerhans, 1880 => Anaitides madeirensis (Langerhans, 1880) => Phyllodoce madeirensis Langerhans, 1880
- Phyllodoce (Anaitis) sanctaevincentis McIntosh, 1885 => Phyllodoce madeirensis Langerhans, 1880
- Phyllodoce (Carobia) Quatrefages, 1866 => Nereiphylla Blainville, 1828
- Phyllodoce (Carobia) dohrnii Langerhans, 1880 => Genetyllis dohrnii (Langerhans, 1880)
- Phyllodoce (Carobia) lamelligera (Gmelin in Linnaeus, 1788) => Phyllodoce lamelligera (Gmelin in Linnaeus, 1788)
- Phyllodoce (Carobia) rubiginosa de Saint-Joseph, 1888 => Nereiphylla rubiginosa (de Saint-Joseph, 1888)
- Phyllodoce (Carobia) splendens Saint-Joseph, 1888 => Nereiphylla paretti Blainville, 1828
- Phyllodoce (Eulalia) Savigny, 1822 => Eulalia Savigny, 1822
- Phyllodoce (Eulalia) multicirris Grube, 1878
- Phyllodoce (Eulalia) macroceros Grube, 1860 => Pterocirrus macroceros (Grube, 1860)
- Phyllodoce (Eulalia) minuta Grube, 1880 => Eumida minuta (Grube, 1880)
- Phyllodoce (Eulalia) novaezelandiae Grube, 1880 => Eulalia novaezelandiae (Grube, 1880)
- Phyllodoce (Eulalia) punctifera Grube, 1860 => Eumida punctifera (Grube, 1860)
- Phyllodoce (Eulalia) tenax Grube, 1878 => Eulalia tenax (Grube, 1878)
- Phyllodoce (Nereiphylla) Blainville, 1828 => Nereiphylla Blainville, 1828
- Phyllodoce (Nereiphylla) albovittata Grube, 1860 => Phyllodoce albovittata Grube, 1860
- Phyllodoce (Nereiphylla) nana Saint-Joseph, 1906 => Nereiphylla pusilla (Claparède, 1870)
- Phyllodoce (Nereiphylla) paretti (Blainville, 1828) => Nereiphylla paretti Blainville, 1828
- Phyllodoce (Nereiphylla) pusilla (Claparède, 1870) => Nereiphylla pusilla (Claparède, 1870)
- Phyllodoce (Nereiphylla) rubiginosa (de Saint-Joseph, 1888) => Nereiphylla rubiginosa (de Saint-Joseph, 1888)
- Phyllodoce (Nereiphylla) vittata Ehlers, 1864 => Phyllodoce vittata Ehlers, 1864
- Phyllodoce (Phyllodoce) Savigny, 1818 => Phyllodoce Lamarck, 1818
- Phyllodoce arctica Hansen, 1882 => Phyllodoce groenlandica Örsted, 1842
- Phyllodoce badia Malmgren, 1867 => Phyllodoce citrina Malmgren, 1865
- Phyllodoce bermudae Verrill, 1900 => Genetyllis bermudae (Verrill, 1900)
- Phyllodoce bilineata Johnston, 1840 => Eulalia bilineata (Johnston, 1840)
- Phyllodoce bowersi Benham, 1927 => Paranaitis bowersi (Benham, 1927)
- Phyllodoce callirhynchus Michaelsen, 1896 => Phyllodoce lineata (Claparède, 1870)
- Phyllodoce castanea (Marenzeller, 1879) => Nereiphylla castanea (Marenzeller, 1879)
- Phyllodoce clavigera Audouin & Milne Edwards, 1833 => Eulalia clavigera (Audouin & Milne Edwards, 1833)
- Phyllodoce compsa (Chamberlin, 1919) => Phyllodoce panamensis Treadwell, 1917
- Phyllodoce corniculata Claparède, 1868 => Nereiphylla paretti Blainville, 1828
- Phyllodoce ehlersii Quatrefages, 1866 => Phyllodoce lamelligera (Gmelin in Linnaeus, 1788)
- Phyllodoce foliosa Sars, 1835 => Notophyllum foliosum (Sars, 1835)
- Phyllodoce fragilis Webster, 1879 => Nereiphylla fragilis (Webster, 1879)
- Phyllodoce fuscacirrata Treadwell, 1926 => Phyllodoce tenuissima Grube, 1878
- Phyllodoce gervillei Audouin & Milne Edwards, 1833 => Eulalia viridis (Linnaeus, 1767)
- Phyllodoce gigantea Johnston, 1829 => Phyllodoce laminosa Savigny in Lamarck, 1818
- Phyllodoce gracilis Kinberg, 1866 => Genetyllis gracilis (Kinberg, 1866)
- Phyllodoce kinbergii Quatrefages, 1866 => Nereiphylla paretti Blainville, 1828
- Phyllodoce kosteriensis (Malmgren, 1867) => Paranaitis kosteriensis (Malmgren, 1867)
- Phyllodoce luetkeni Malmgren, 1867 => Phyllodoce groenlandica Örsted, 1842
- Phyllodoce lugens Ehlers, 1864 => Nereiphylla paretti Blainville, 1828
- Phyllodoce macrophthalma Schmarda, 1861 => Phyllodoce schmardaei Day, 1963
- Phyllodoce nana Saint-Joseph, 1906 => Nereiphylla pusilla (Claparède, 1870)
- Phyllodoce oculata Ehlers, 1887 => Phyllodoce erythrophylla (Schmarda, 1861)
- Phyllodoce ovalifera Augener, 1913 => Genetyllis gracilis (Kinberg, 1866)
- Phyllodoce pancerina Claparède, 1870 => Nereiphylla paretti Blainville, 1828
- Phyllodoce papulosa Saint-Joseph, 1898 => Phyllodoce lineata (Claparède, 1870)
- Phyllodoce paretti (Blainville, 1828) => Nereiphylla paretti Blainville, 1828
- Phyllodoce parettiana Delle Chiaje, 1841 => Nereiphylla paretti Blainville, 1828
- Phyllodoce polyphylla Ehlers, 1897 => Genetyllis polyphylla (Ehlers, 1897)
- Phyllodoce pruvoti Fauvel, 1930 => Phyllodoce violacea Treadwell, 1926
- Phyllodoce pulchella Malmgren, 1867 => Phyllodoce maculata (Linnaeus, 1767)
- Phyllodoce pusilla (Claparède, 1870) => Nereiphylla pusilla (Claparède, 1870)
- Phyllodoce rathkii Grube, 1840 => Nereiphylla paretti Blainville, 1828
- Phyllodoce rinki Malmgren, 1867 => Phyllodoce maculata (Linnaeus, 1767)
- Phyllodoce sanctaevincentis McIntosh, 1885 => Phyllodoce madeirensis Langerhans, 1880
- Phyllodoce saxicola Quatrefages, 1843 => Phyllodoce laminosa Savigny in Lamarck, 1818
- Phyllodoce taprobanensis Schmarda, 1861 => Phyllodoce macrolepidota Schmarda, 1861
- Phyllodoce teres Malmgren, 1865 => Phyllodoce maculata (Linnaeus, 1767)
- Phyllodoce tuberculata Bobretzky, 1868 => Genetyllis tuberculata (Bobretzky, 1868)
- Phyllodoce unicirrata Winternitz, 1936 => Nereiphylla fragilis (Webster, 1879)
- Phyllodoce variegata Treadwell, 1926 => Phyllodoce violacea Treadwell, 1926